# Belgenland
Il Belgenland è stato un transatlantico che, con questo nome, ha operato per la compagnia di navigazione belga-statunitense Red Star Line. 

## Storia

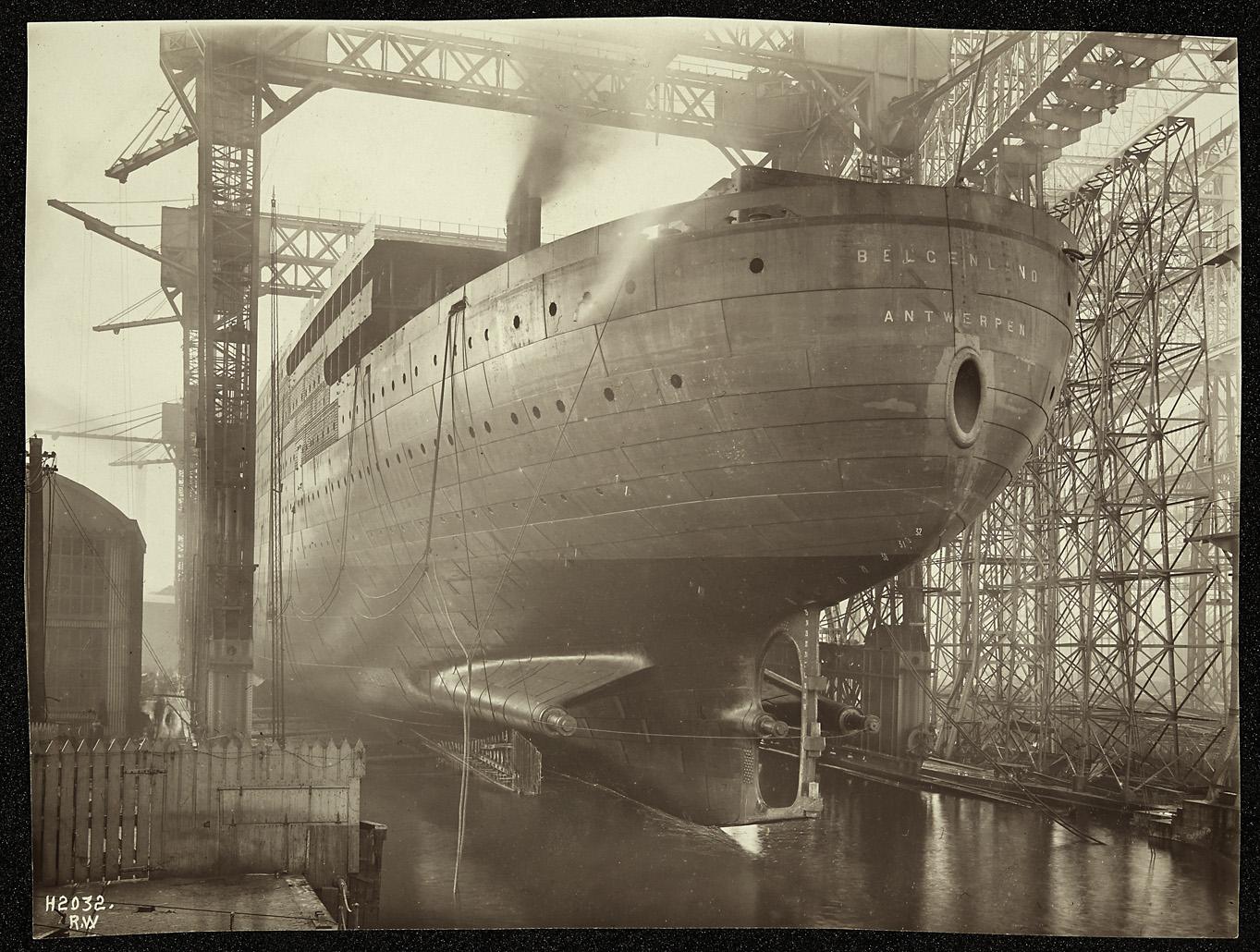
La nave in costruzione. Si notino il nome "Belgenland" e, per la prima e ultima volta, "Antwerpen". Venne rinominata Belgic prima del varo e la nave non navigò mai sotto bandiera belga, nemmeno quando acquisì il nome previsto inizialmente.

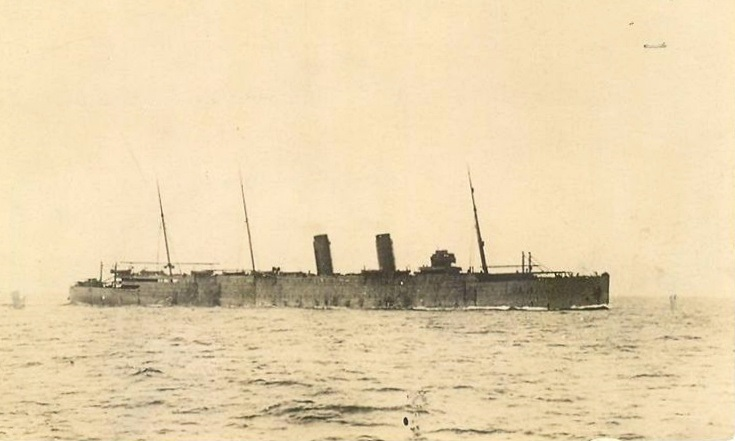
Belgic nella configurazione del 1917.

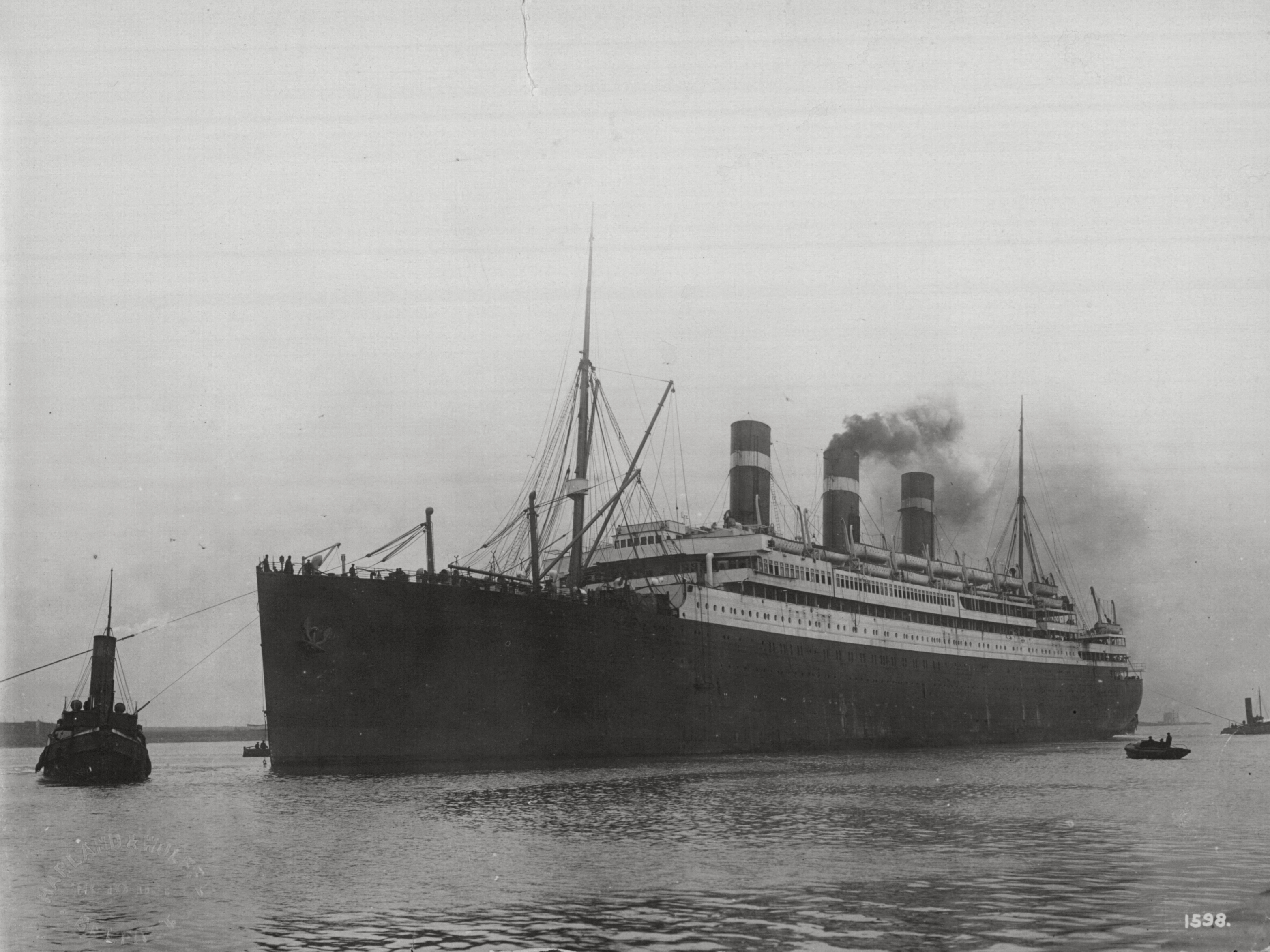
Belgenland in servizio per Red Star Line dopo la trasformazione definitiva in transatlantico.

La nave venne commissionata all'inizio degli anni 1910 al cantiere navale Harland and Wolff di Belfast dalla International Mercantile Marine Company (IMM), conglomerato di varie compagnie di navigazione, per conto della Red Star Line, società che effettuava servizi di linea da e per il Belgio.
Allo scoppio della guerra, i lavori di completamento vennero sospesi per breve tempo nell'estate del 1914. Nello stesso anno il Belgio, fino ad allora neutrale, venne occupato dalla Germania. A causa di un precedente accordo del 1903 tra la IMM e il governo britannico, che autorizzava quest'ultimo, in caso di guerra, a requisire rapidamente le navi del gruppo, l'intera flotta della Red Star fu preventivamente reimmatricolata nel Regno Unito e trasferita alla White Star Line (altra società dell'IMM, con sede in Inghilterra). Questi provvedimenti furono presi in modo tale che, battendo così bandiera britannica anziché belga, i transatlantici potessero essere facilmente convertiti e utilizzati dalla stessa Royal Navy evitando una altrimenti probabile loro confisca da parte dei tedeschi. 
Stessa sorte toccò anche allo scafo del Bergenland, che già prima del varo presentava a poppa questo nome, seguito da "Antwerpen" (Anversa) come porto di registrazione (scritte cambiate in corso d'opera con "Belgic", per mantenere le tradizioni di nomenclatura della White Star, e "Liverpool"). La nave, ancora in cantiere, fu ultimata solo parzialmente e trasformata in cargo nel 1917. Nella modifica strutturale il numero di ciminiere venne ridotto a due, con tre alberi; la sovrastruttura venne abbassata fino a rimanere di un solo piano.
Dopo un anno in servizio merci, la nave venne definitivamente requisita dalla Marina e adattata per il trasporto truppe, con una capacità di 3000 passeggeri. All'epoca, la stazza era di 24.547 tonnellate.
Alla fine della guerra, la nave rimase in servizio come trasporto truppe fino al 1921, per poi venire lasciata a Liverpool in attesa che si liberassero dei moli per avviare la ricostruzione come transatlantico. Nel marzo 1922 venne trainata a Belfast, dove la nave venne ultimata secondo il progetto originale: a sovrastruttura fu riportata a quattro piani, venne ripristinato il terzo fumaiolo e la stazza venne aumentata a 27.000 tonnellate
Alla fine dei lavori venne ceduta alla originale proprietaria Red Star Line, che ripristinò il nome Belgenland, divenendo l'ammiraglia e  nave più grande e lussuosa della compagnia. Era la seconda della Red Star a usare quel nome.
Rimase in servizio regolare per un decennio. Il 4 dicembre 1924 partì per un giro del mondo lungo 133 giorni, uno dei più lunghi mai tentati da un transatlantico.
Famoso è l'episodio del 1933, quando salì a bordo Albert Einstein, che arrivato ad Anversa, giudicando l'ascesa di Hitler inarrestabile ripartì per gli Stati Uniti a bordo del Westernland, giurando di non tornare mai più in patria.
A bordo del Belgenland per due crociere servì anche Violet Jessop, famosa per essere sopravvissuta all'affondamento dei due grandi transatlantici della White Star line.
Con la Grande depressione, il Belgenland venne utilizzato sempre meno e alla fine del 1932 fu relegato al servizio di crociere nel Mediterraneo per l'estate successiva per poi venir lasciata a settembre al porto di Londra.
La Atlantic Transport Company, altra società del conglomerato IMM, acquistò la nave nel gennaio 1935, rinominandola Columbia e affidandola alla sussidiaria Panama Pacific Line. 
Venne utilizzata principalmente per crociere nelle Indie Occidentali, Panama e Venezuela. Nel giugno 1935 i regolamenti per le navi mercantili registrate negli Stati Uniti furono rivisti e i costi di aggiornamento per passare i nuovi requisiti avrebbero reso la nave non redditizia, motivo per cui la nave venne dismessa definitivamente. Il 22 aprile 1936 venne inviata nel Regno Unito, dove venne demolita nel maggio dello stesso anno.